# Dubnice (Lichnov)

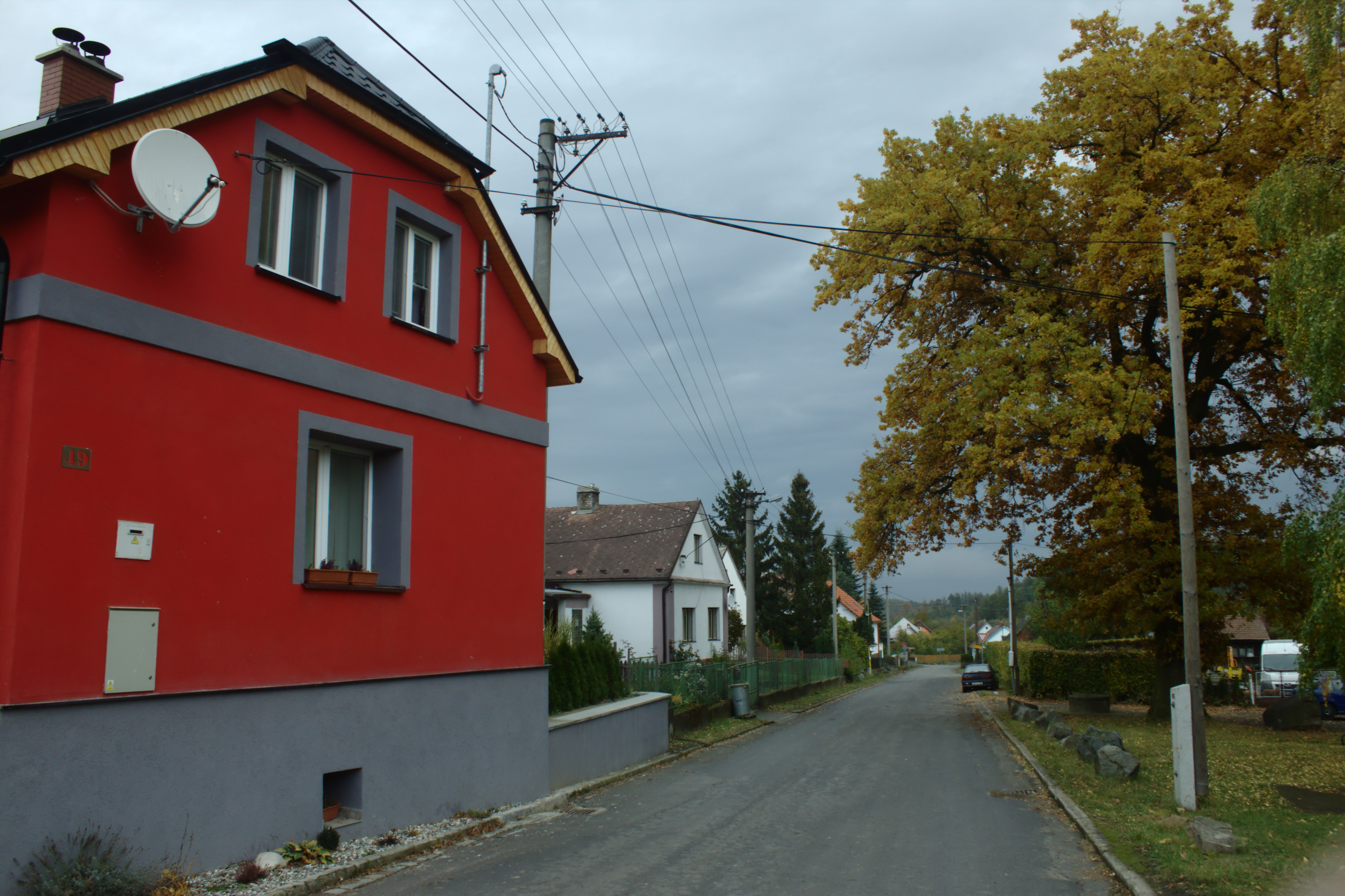
Ortsansicht

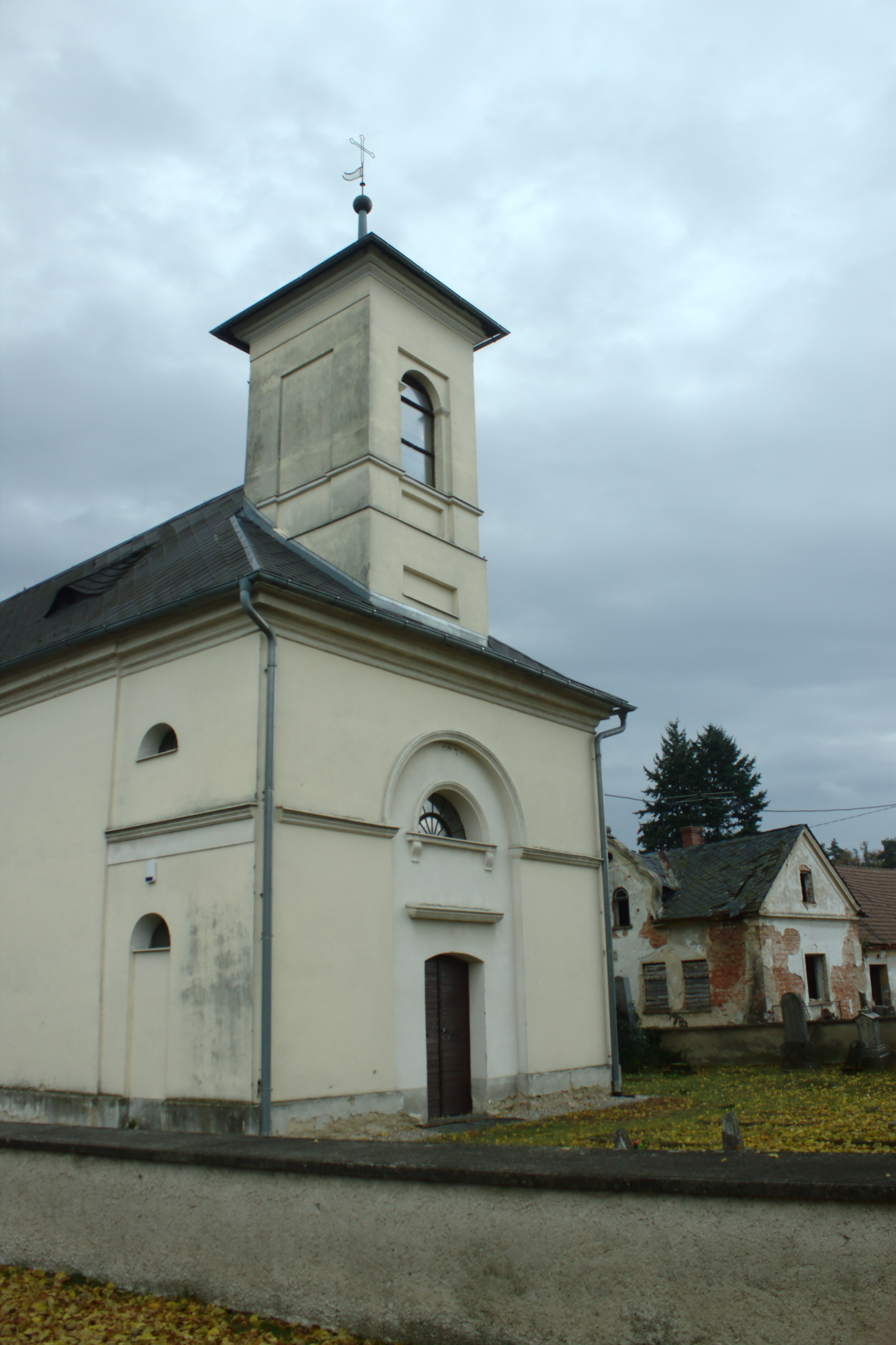
Kirche des hl. Antonius von Padua

Dubnice (deutsch Taubnitz) ist ein Ortsteil der Gemeinde Lichnov (Lichten) in Tschechien. Er liegt sieben Kilometer südwestlich von Krnov (Jägerndorf) und gehört zum Okres Bruntál.

## Geographie
Der als Hufendorf angelegte Ort Dubnice befindet sich in der Brantická vrchovina (Bransdorfer Hügelland). In Dubnice entspringt der Hájnický potok (Hegerflössel). Nördlich erhebt sich der Na Hranici (514 m. n.m.), nordöstlich der Obere Teichberg (489 m. n.m.), im Osten die Bříza (Birkenberg, 465 m. n.m.), südöstlich der Krautberg (482 m. n.m.), im Südwesten der Schwarzberg (548 m. n.m.) und westlich der Kamenný vrch (Steinberg, 531 m. n.m.). Östlich des Dorfes verläuft die Staatsstraße II/459 von Krnov nach Horní Benešov (Benisch).
Nachbarorte sind Guntramovice (Güntersdorf) im Norden, Láryšov (Larischau) und Býkov (Pickau) im Nordosten, Úvalno (Lobenstein), Pocheň (Pochmühl) und Úblo (Aubeln) im Osten, Kolná (Jagdhase) im Südosten, Lichnov im Süden, Zátor (Seifersdorf) im Südwesten, Loučky (Wiese) im Westen sowie Brantice (Bransdorf) im Nordwesten.

## Geschichte
Dubnice gehörte ursprünglich zu den Besitzungen der Herren von Beneschau. Die erste schriftliche Erwähnung von Dubnicye erfolgte im Jahre 1289, als Beneš von Branitz und Lobenstein sein Lobensteiner Pfarrpatronat dem Kloster Hradisch schenkte. Zu Beginn des 15. Jahrhunderts gehörte das Dorf der Familie Czelm. Sigmund Czelm von Bransdorf überließ das Dorf 1409 bei der Eheschließung seines Sohnes Heinrich der Schwiegertochter Margarethe von Lichnow als Morgengabe. Danach erbten Margarethes Söhne den Besitz; sie veräußerten Dubnice 1435 an Paul Lichnowsky. Im Jahre 1612 verkaufte Johann Wenzel Lichnowsky von Woschütz das Gut Lichnow einschließlich Dubnice an den Herzog von Jägerndorf Johann Georg von Brandenburg. Fortan gehörte das Dorf zu den Gütern der Jägerndorfer Kammer. 1623 fiel das Herzogtum Jägerndorf den Fürsten von Liechtenstein zu. 1672 wurde in Dubnice eine dem hl. Antonius von Padua geweihte hölzerne Filialkirche der Pfarrei Lichnow errichtet. Im 18. Jahrhundert wurde das bis dahin mährischsprachige Dorf germanisiert. Die Kirche wurde 1820 durch ein Großfeuer zerstört.
Im Jahre 1835 bestand das Kirchdorf Taubnitz aus 46 überwiegend hölzernen Häusern mit 344 katholischen und deutschsprachigen Einwohnern, die von Getreide- und Flachsbau, der Garnspinnerei und Tagelohn lebten. Im Ort gab es 16 Bauern, einen Erbrichter, eine Schule und eine schlichte Filialkirche. Der Erbrichter besaß den am östlich des Dorfes von Jägerndorf nach Lichten verlaufenden Jägerndorfer Weg gelegenen einschichtigen Feldkretscham – volkstümlich Wirtshaus Filzlaus genannt. Pfarrort war Jägerndorf. Die Nutzfläche umfasste 374 Joch Ackerland, 58 Joch Waldungen und 55 Joch Wiesenland. Bis zur Mitte des 19. Jahrhunderts gehörte Taubnitz zu den herzoglichen Kammergütern.
Nach der Aufhebung der Patrimonialherrschaften bildete Taubnitz / Dubnice ab 1850 eine Gemeinde im Gerichtsbezirk Jägerndorf. Ab 1869 gehörte Taubnitz zum Bezirk Jägerndorf. Zu dieser Zeit hatte das Dorf 280 Einwohner und bestand aus 46 Häusern. Im Jahre 1900 lebten in Taubnitz 250 Personen, 1910 waren es 252. Beim Zensus von 1921 lebten in den 57 Häusern der Gemeinde Taubnitz / Dubnice 274 Personen, davon 267 Deutsche. Abseits lag das Wirtshaus Blumenau, früher Filzlaus genannt. Im Jahre 1930 bestand Taubnitz aus 57 Häusern und hatte 263 Einwohner. Nach dem Münchner Abkommen wurde Taubnitz 1938 dem Deutschen Reich zugesprochen und gehörte bis 1945 zum Landkreis Jägerndorf. 1939 hatte die Gemeinde 249 Einwohner. Nach dem Ende des Zweiten Weltkrieges kam Dubnice zur Tschechoslowakei zurück; die deutschsprachige Bevölkerung wurde größtenteils vertrieben und der Ort 1947 mit Tschechen und Slowaken wiederbesiedelt. Im Jahre 1950 hatte das Dorf nur noch 147 Einwohner und bestand aus 56 Häusern. 1961 wurde die Gemeinde Dubnice in den Okres Bruntál umgegliedert. Mit Beginn des Jahres 1980 erfolgte die Eingemeindung nach Lichnov. Im Jahre 1970 hatte das Dorf 126 Einwohner, 1991 waren es 129. Beim Zensus von 2011 lebten in den 48 Wohnhäusern von Dubnice 139 Personen.

## Ortsgliederung
Der Ortsteil Dubnice bildet einen Katastralbezirk.

## Sehenswürdigkeiten
- Kirche des hl. Antonius von Padua, errichtet 1823–1823 anstelle eines 1820 abgebrannten hölzernen Vorgängerbaus, von dem nur die Glocke und der steinerne Altar erhalten blieben. Die Orgel wurde 1870 von Franz Rieger & Söhne aus Jägerndorf geschaffen. Die Kirche befindet sich heute im Gemeindebesitz. Sie ist seit 1958 als Kulturdenkmal geschützt.[5]
- Steinernes Kreuz, vor der Kirche
- Heiligenstatue, in der Nähe der Kirche